# Cap de Begur
El cap de Begur és l'extrem més oriental del massís de Begur que, juntament amb el cap de Sant Sebastià i les cales que alternen, constitueix el sector més característic de la Costa Brava. Als documents medievals es coneix com el cap d'Aiguafreda.
El penya-segat de cap de Begur es troba immers l'espai natural de les muntanyes de Begur, les quals són la prolongació vers el litoral de les Gavarres, i formen petits turons que cauen al mar i originen penya-segats.